# 菲爾莫爾鎮區 (密蘇里州波林格縣)
菲爾莫爾鎮區（英語：Filmore Township）是位於美國密蘇里州波林格縣的一個行政鎮區。

## 地方資料
菲爾莫爾鎮區的面積為157.23平方千米，當中陸地面積為157.08平方千米，而水域面積為0.15平方千米。根據2020年美國人口普查的數據，當地共有人口479人，而人口密度為每平方千米3.05人。